# Eskandān
Eskandān (persiska: اسکندان) är en ort i Iran.   Den ligger i provinsen Östazarbaijan, i den nordvästra delen av landet, 500 km nordväst om huvudstaden Teheran. Eskandān ligger 1 818 meter över havet och antalet invånare är 837.
Terrängen runt Eskandān är kuperad.Runt Eskandān är det tätbefolkat, med 459 invånare per kvadratkilometer. Närmaste större samhälle är Oskū, 9,7 km nordväst om Eskandān. Trakten runt Eskandān består i huvudsak av gräsmarker.